# Мовсумзаде, Эмиль
Эмиль Мохсумзаде (род. 2 октября 1995, Барда) — азербайджанский кикбоксер.

## Биография
В 1999 году по семейным обстоятельствам переехал в Россию в город Комсомольск-на-Амуре. Именно там начались его первые шаги в спорт, с первым тренером Фетисовым Олегом Николаевичем. В 2004 году он уже стал финалистом открытого первенства города, далее завоевал золотую медаль на первенстве Хабаровского края (2006-2009 гг.). И так же становился многократным победителем Дальневосточного Первенства (2006-2009 гг.). 
В 2010 году был приглашён в сборную Азербайджана.
В 2010 году в Сербии гор. Белград на Чемпионате Мира по версии W.A.K.O . Занял бронзовое 3 место среди Кадетов. Этим укрепил свое место в Сборной. 
В 2011 году после победы на первенстве Азербайджана, Эмиль готовился на Чемпионат Европы по версии W.A.K.O который проходил в Италии гор. Линьяно-Сабиодоро. На котором из-за травмы левого колена занял 2 место, одержав победы над Хорватом и в полуфинале Россиянином. 
В 2012 году после уверенных побед на Чемпионате Азербайджана среди юниоров, так и призером среди взрослого дивизиона. Эмиль был готов на Чемпионат Мира в Словакии по версии W.A.K.O. Проведя 3 поединка, со счётом 3:0 он выиграл своих противников (Польша, Мотенегро, Южная Африка).
в 2013 году на Чемпионате Европы по версии W.A.K.O в Польше гор. Крыница-Здрож Удостоился быть Капитаном Команды , и как Капитан он уверенно провел досрочные победы над соперником из Греции, России , и в Финале победил ярко Сербского Спортсмена. https://m.youtube.com/watch?v=4SzJKNa2_R4 Также в этом году в Южной Африке на турнире в память Национального Лидера Азербайджана Гейдара Алиева Эмиль одержал победу по профессионалам.
В 2014 году на Чемпионате Мира по версии W.A.K.O в Италии гор. Римини из-за не справедливого решения судей в Финальном бою был проигрыш,  таким решением Эмиль одержал 2 место на Чемпионате Мира.
Так же отметим что Эмиль выиграл 7 раз Чемпионат Азербайджана, и так же Является владельцем Пояса Азербайджана по Профессионалам,  который защищал на протяжении 5 лет. Профессиональный рекорд боёв составляет 19 Боёв 1 ничья 1 поражение.
А так же в 2011 году В 2013 году выиграл молодёжный чемпионат Азербайджана по боксу в весовой категории до 81 кг.
В 2015 году вошёл в состав национальной сборной Азербайджана по кикбоксингу на чемпионате мира в Белграде.https://m.youtube.com/watch?v=vZ_czno7uTw&t=17s
В 2017 году стал победителем национального турнира по кикбоксингу памяти Национального героя Азербайджана Чингиза Гурбанова (весовая категория до 75 кг).
https://www.ikrakms.com/single-post/2017/06/01/Жизнь-за-рингом
http://vladivostok.bezformata.com/listnews/primorskij-boetc-primet-uchastie/30479080/
Сейчас Эмиль проживает в городе Комсомольск-на-Амуре. Он является Вице-президентом по Кикбоксингу и старшим тренером города. А также он открыл свой спортивный клуб «Бойцовская Академия» 
https://instagram.com/kms.fight.academy